# Emsworth (Hampshire)
Emsworth is een plaats in het bestuurlijke gebied Havant, in het Engelse graafschap Hampshire. De plaats telt 9737 inwoners.

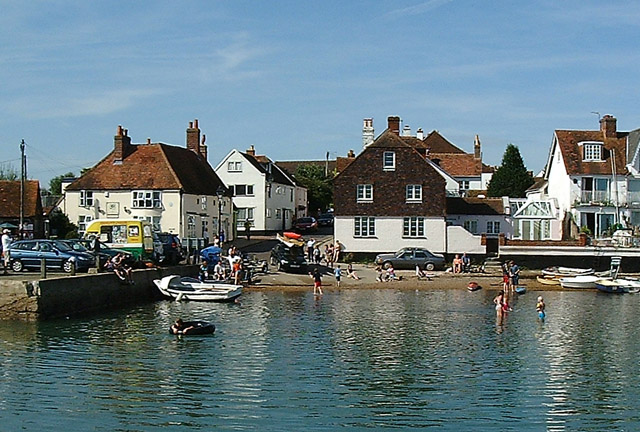
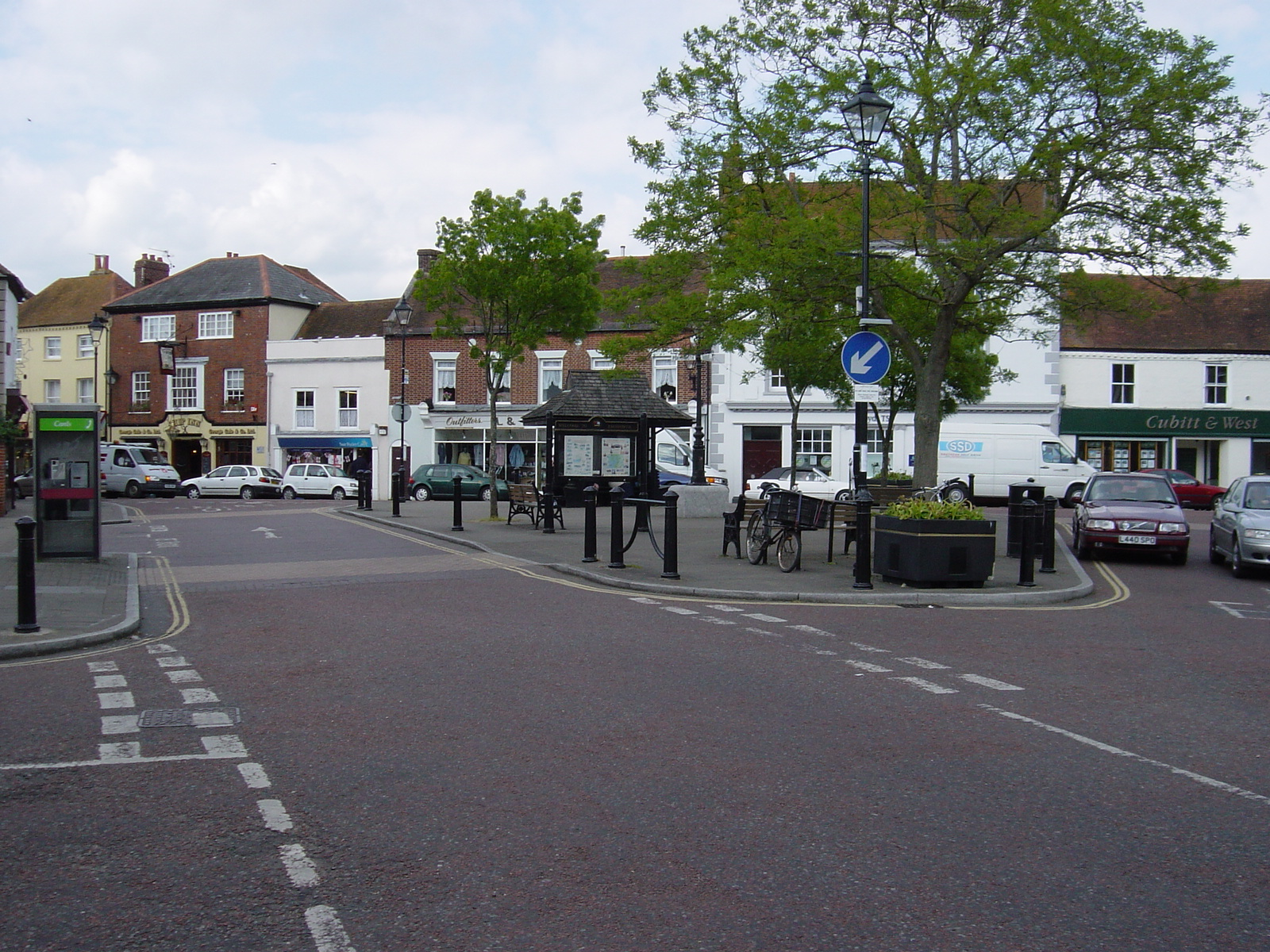
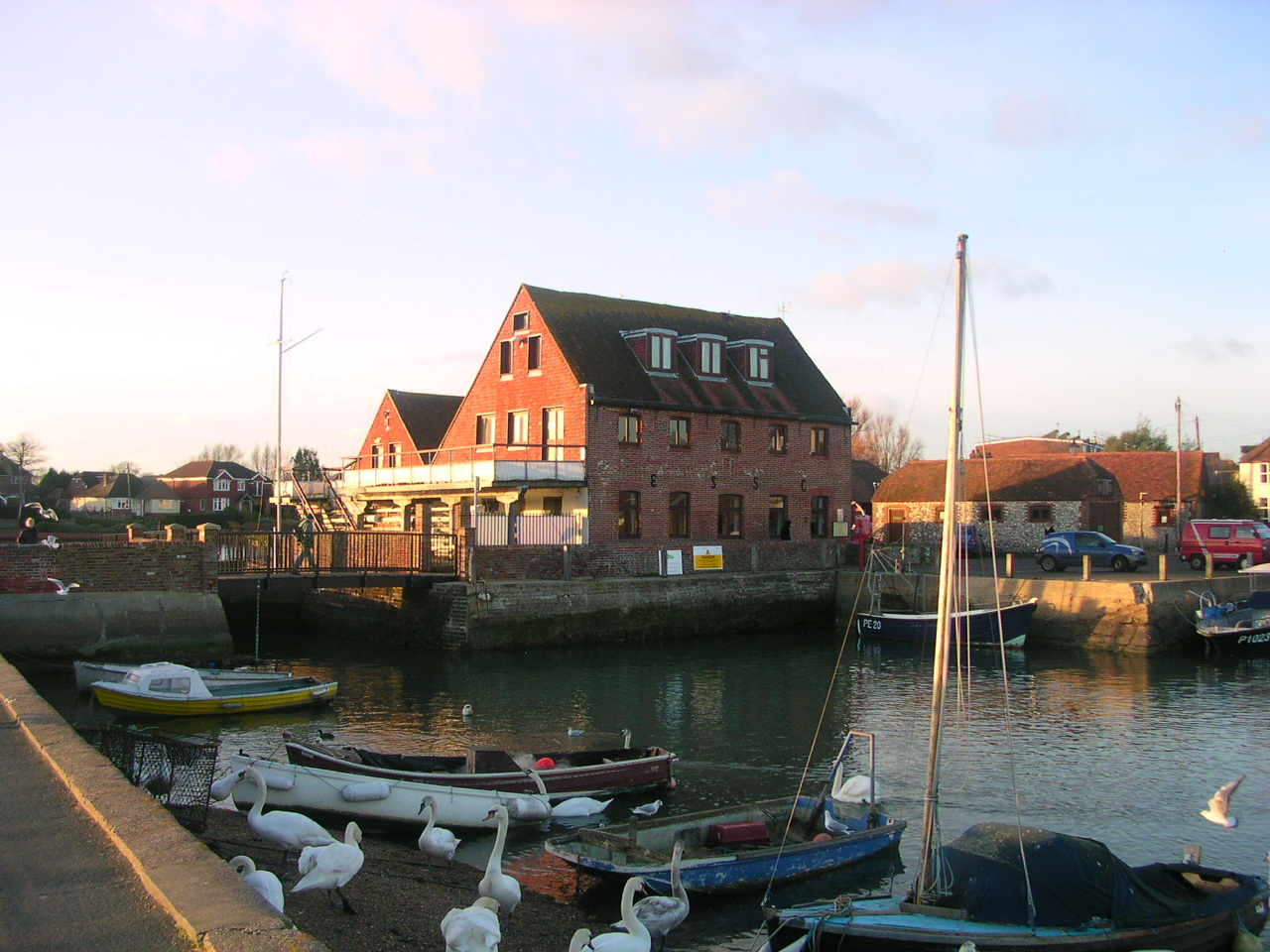